# Бирюков, Виталий Васильевич
Виталий Васильевич Бирюков (род. 28 июня 1966, Астрахань) — мэр Кисловодска с 2006 по 2008 год.

## Биография
Виталий Васильевич Бирюков родился 28 июня 1966 года в Астрахани. Родители Виталия Бирюкова Василий Дмитриевич и Алла Андреевна — заслуженные геологи СССР.
- 1977 год — семья Бирюковых переехала в город Ставрополь[1].
- 1983 год — окончил школу № 25[1].
- 1985 год — поступил в Ставропольское авиационное училище (лётчиков и штурманов). Служил в войсках ПВО в Грузии[1].
- 1994 год — создал предприятие по переработке сельхозпродукции[1].
- 1996 год — стал директором в государственной нефтегазовой компании «Ставрополье»[1].
- 1998 год — окончил Ставропольский государственный университет на юридическом факультете[1].
- 1998 — 2004 гг. — был директором по развитию компании «Сельхознефтегазстройинвест»[1].
- Апрель 2004 год — избран депутатом Ставропольской городской Думы и председателем контрольной комиссии.
- Февраль 2005 год — назначен первым заместителем главы Ленинского района Ставрополя[1].
- 12 марта 2006 год — избран мэром города Кисловодска[2].
- 2007 год — окончил обучение в Ставропольском аграрном университете по специальности «Государственное и муниципальное управление», защитил кандидатскую диссертацию на тему «Антикризисное управление в ЖКХ»[3].
- 7 апреля 2008 год — в отношении Виталия Бирюкова возбуждено уголовное дело[4].
- 11 июня 2008 год — временно отстранён с поста мэра Кисловодска решением Кисловодского горсуда на время следствия[4].
- Февраль 2009 год — добровольно сложил с себя обязанности главы города-курорта Кисловодска[5].

## Семья
Женат, воспитывает двоих сыновей.